# Kazushi Ono
Kazushi Ono (大野 和士 Ōno Kazushi?,  Tokio, 4 de marzo de 1960) es un director de orquesta japonés.

## Biografía
Nacido en Tokio, tras cursar estudios en la Universidad Nacional de Bellas Artes y Música de Tokio, y con Wolfgang Sawallisch y Giuseppe Patanè en la Bayerische Staatsoper, becado por el ministerio de cultura de Japón, en 1987 ganó el primer premio en la III Toscanini International Conductors' Competition. 
De 1992 a 1999, Ono fue el director titular de la Orquesta Filarmónica de Tokio y 2002 a 2008, del Teatro Real de la Moneda de Bruselas, donde hizo su debut con Luci mie traditrici de Salvatore Sciarrino y dirigió representaciones de Elektra y La mujer sin sombra de Richard Strauss, Don Giovanni de Mozart, Peter Grimes de Britten, Tristán e Isolda, Tannhäuser y El holandés errante de Richard Wagner, Borís Godunov de Músorgski, Aida y Falstaff de Verdi, Samson et Dalila de Saint-Saëns, El ángel de fuego de Prokófiev, The rake's progress de Stravinsky, Werther de Massenet y Euryanthe de Weber.
También ha dirigido los estrenos mundiales de Ballata (Francesconi), Hanjo (Hosokawa) y Julie (Boesmans). Además, fue invitado a dirigir la Orquesta de la Monnaie (Julie y Hanjo) y la Orquesta de Cámara Mahler (The turn of the screw) en el Festival de Aix-en-Provence, y la Orquesta Filarmónica de Radio Francia (Die Bassariden, Henze) en el Théâtre du Châtelet de París. Ha dirigido Tannhäuser en la Deutsche Oper de Berlín, Lady Macbeth de Mtsensk (Shostakóvich) y Macbeth (Verdi) en La Scala. 
Hace poco hizo su debut en el Metropolitan Opera de Nueva York (Aida) y en la Opera de París (Cardillac Hindemith). Sus actuaciones al frente de la Orquesta de la Gewandhaus de Leipzig y en los Proms de la BBC también han sido muy bien recibidas. Sus grabaciones con la Orquesta Sinfónica de la Moneda incluyen obras de Mahler (Segunda Sinfonía), Prokófiev (los cinco conciertos para piano) con Abdel Rahman El Bacha, Boesmans (Julie), Rihm (Cuts and disolves y Canzona per sonare) Benjamin (Olicantus) y Turnage (Estudios y Elegías). También dirige Hänsel und Gretel (Humperdinck) en el Festival de Ópera de Glyndebourne y el Rey Roger (Szymanowski) en la Opera de París.
En 2008, aceptó la invitación de dirigir la Opéra National de Lyon durante cinco años.
En 2015 se incorporó como director titular a la OBC (Orquesta Sinfónica de Barcelona y Nacional de Cataluña). En el verano de 2019 dirigió la OBC en una gira triunfal a Japón comparando el éxito con la gira del año 1992 por Luis Antonio García Navarro, entonces director titular de la OBC.
En abril de 2012, dirigió la Orquesta Nacional de España para el estreno del Concierto para fagot y orquesta “Notas para la paz” de la compositora Marisa Manchado, compuesto por encargo de la Orquesta y Coro Nacionales de España (OCNE).